# CO2 Coalition
Die CO2 Coalition ist ein industriefinanzierter, konservativ ausgerichteter US-amerikanischer Think Tank, der gegründet wurde, um den wissenschaftlichen Konsens zur menschengemachten globalen Erwärmung zu bestreiten. 2015 von William Happer geschaffen, gilt die CO2 Coalition als Nachfolgeorganisation des George C. Marshall Institute, das als eine der zentralen Organisationen der organisierten Klimawandelleugnerszene betrachtet wird. Finanziert wird die CO2 Coalition unter anderem von konservativen Milliardären wie der Familie Mercer und den Brüdern Charles und David H. Koch sowie dem Kohleunternehmen Peabody Energy.

## Geschichte und Personal
Die CO2 Coalition ging aus dem inzwischen stillgelegten George C. Marshall Institute hervor, dessen Schwerpunktthemen Klima- und Verteidigungspolitik waren. Grund für die Abspaltung war nach Gründungsmitglied William Happer, dass die Haltung des Marshall-Institutes zu Klimafragen zunehmend Spendengelder aus der Rüstungsindustrie versiegen ließen.
Geleitet wurde es zunächst von Happer, einem Physiker, der den menschengemachten Klimawandel bestreitet, sowie Robert O’Keefe, der in der Vergangenheit geschäftsführender Vorstand des American Petroleum Institute war, einem Lobbyverband der US-Erdölwirtschaft. Nachdem Happer eine Führungsrolle als Berater von US-Präsident Donald Trump im National Security Council übernommen hatte, übernahm Patrick Moore im Mai 2019 die Leitung. Moore ist laut Süddeutscher Zeitung ein „Ex-Greenpeace-Aktivist, der nun mit klimawandelleugnerischen Vorträgen um die Welt tingelt“.
Das Führungsgremium der Coalition besteht mit Stand September 2019 aus einem achtköpfigen Vorstand, dem neben Jan Breslow und Patrick Moore auch Harrison Schmitt angehört. Mitglieder der Coalition sind unter anderem Craig Idso, Roy Spencer, Don Easterbrook, Richard Lindzen und Patrick J. Michaels.
Es bestehen zudem personelle Verbindungen zur deutschen Klimaleugnerorganisation EIKE.

## Positionen und Wirken
Kernbotschaft der CO2 Coalition ist die Aussage, dass das für die menschengemachte globale Erwärmung hauptsächlich verantwortliche Treibhausgas Kohlenstoffdioxid tatsächlich ein für die Umwelt nützliches Gas sei und die Menschheit deswegen mehr Kohlendioxid freisetzen sollte, damit Pflanzen besser gedeihen. Gründungsziel laut Happer sei es, „die [Klima-]Debatte von der ungerechtfertigten Kritik an CO2 und fossilen Brennstoffen umzulenken.“ Happer vertritt seit langem die dem wissenschaftlichen Forschungsstand widersprechende Ansicht, dass der Kohlendioxidausstoß vorteilhaft sei und von dem Gas keine schädlichen Wirkungen ausgehen. 2017 behauptete er in einem Brief, dass „die Dämonisierung von CO2“ sich in Realität „kaum von der nationalsozialistischen Verfolgung der Juden, der sowjetischen Vernichtung von Klassenfeinden oder der ISIL-Schlachtung von Ungläubigen“ unterscheide. Bereits 2014 hatte er in einem Interview „die Dämonisierung von Kohlendioxid“ mit der „Dämonisierung der armen Juden unter Hitler“ verglichen.
Bekannt wurde die CO2 Coalition durch eine von Greenpeace durchgeführte Sting-Operation gegen ihren Gründungsdirektor Happer. Dabei bot Happer im Vorfeld der UN-Klimakonferenz in Paris 2015 Greenpeace-Aktivisten, die sich als Vertreter von Öl- und Gasunternehmen ausgaben, an, eine Arbeit über die Vorteile von höheren Kohlendioxidwerten in der Erdatmosphäre zu verfassen, um Zweifel an der Notwendigkeit von Klimaschutzmaßnahmen zu streuen. Per E-Mail erklärte Happer dabei, diese Arbeit würde wohl kein Peer-Review bestehen. Zwar könne er die Arbeit bei einer wissenschaftlichen Fachzeitschrift einreichen, aber dadurch würde die Publikation verzögert. Zudem könne der Begutachtungsprozess dazu führen, dass er auf Verlangen der Reviewer so große Veränderungen vornehmen müsse, dass Kohlenstoffdioxid nicht mehr als vorteilhaft, sondern als schädlich erscheine. Dies sei nicht in seinem Interesse und wohl auch nicht im Interesse der Unternehmen. Stattdessen schlug er vor, die Arbeit einem speziell ausgewählten Kreis von Personen zuzusenden, die die Arbeit begutachten sollen. „Puristen“ würden dieses Vorgehen zwar nicht als Peer-Review ansehen, er denke aber, es sei in Ordnung, dies als Peer-Review zu bezeichnen. Zudem empfahl Happer, sein Honorar für diese Auftragsarbeit an die CO2 Coalition zu spenden. Seine Aktivitäten seien ein „Werk der Liebe, um gegen den Klimaextremismus vorzugehen“, zudem wolle er die „Ideale der Wissenschaft verteidigen, die durch den Klimawandel-Kult so verdorben wurden“.
2018 wurde bekannt, dass der Think Tank insgesamt sechs Studien des Klimawandelleugners Nils-Axel Mörner finanziert hatte, in denen dieser behauptet hatte, dass der Meeresspiegel um verschiedene pazifische Inseln nicht ansteige. Diese Paper ließ Mörner in sogenannten Raubjournalen publizieren, die ein Peer-Review häufig nur vortäuschen. Vom Guardian wurde dieses Vorgehen als Möglichkeit beurteilt, wie Klimaleugner die fragwürdigen Qualitätskontrollen solcher Zeitschriften ausnutzen können, um ihre Arbeiten als vermeintlich peer-reviewte Paper publizieren zu lassen. Der Geophysiker Kurt Lambeck, der als Experte für Meeresspiegel gilt, äußerte, dass keine der Studien Mörners das Peer-Review in reputableren Journals überstanden hätte.
Als Verbreitungsweg für ihre Beiträge setzt die CO2 Coalition zunehmend auf Social Media, insbesondere Facebook. Als Grund hierfür nennt Executive Director Caleb Rossiter sowohl die Reichweite als auch den Umstand, dass sie „nicht glücklich damit“ seien, wie sie von „den Mainstream-Medien“ behandelt würden. Unter anderem schaltete CO2 Coalition bei Facebook eine an Kinder gerichtete Werbekampagne, bei der sie anhand von Cartoon-Videos behauptete, dass in einer kohlendioxidreicheren Welt Pflanzen gesünder und Tiere wie Bienen, Bären und Otter glücklicher seien.
Die CO2 Coalition versucht Einfluss auf die Klimabildung von Kindern zu nehmen. Sie griff 2023 die National Science Teaching Association an, eine US-Vereinigung von Lehrern der Naturwissenschaften, und warf ihr „Indoktrination“ und „Zensur“ vor. In Comics und auf Webseiten zu den Comics behauptet die CO2 Coalition, dass CO2 gut und ein „Wundermolekül“ sei.

## Verbundene Organisationen
Zur Coalition zählt Energy45, eine dem Zweck nach überparteiliche Nonprofit-Organisation, die von Mandy Gunasekara gegründet wurde und deren Ziel nach eigenen Angaben die „Unterstützung der Trump-Energie-Agenda“ ist. Für die Wissenschaftshistorikerin Naomi Oreskes stellt Energy45 ein „perfektes Beispiel“ für das Neuerscheinen alter Desinformations-Organisationen wie des George C. Marshall Institutes in neuen Formen dar. Gunasekara arbeitete zuvor bis Februar 2019 in der Trump-Administration für die Umweltbehörde Environmental Protection Agency als stellvertretende Leiterin des Büros für Luft und Strahlung, das von einem früheren Lobbyisten geführt wurde, der sich vor seiner Einsetzung für die Abschaffung von Umweltschutzvorschriften starkgemacht hatte. In ihrem Lebenslauf stellt sie sich als „Chef-Architektin“ hinter den US-Austritt aus dem Pariser Klimaschutzvertrag dar und nimmt für sich in Anspruch, die Aufhebung des Clean Power Plan aus der Amtszeit von Barack Obama organisiert zu haben.